# مارفن وانيتزيك
مارفن وانيتزيك (بالألمانية: Marvin Wanitzek)‏ (7 مايو 1993 ببروخزال في ألمانيا - ) هو لاعب كرة قدم ألماني في مركز الوسط. لعب مع نادي شتوتغارت وفي إف بي شتوتغارت الثاني وFC Astoria Walldorf ‏.

## وصلات خارجية
- مارفن وانيتزيك على موقع قاعدة بيانات كرة القدم.إي يو (الإنجليزية)
- مارفن وانيتزيك على موقع بيانات كرة القدم. دي إي (الألمانية)
- مارفن وانيتزيك على موقع عالم كرة القدم.نت (الإنجليزية)
- مارفن وانيتزيك على موقع AS.com (الإسبانية)